# Postage Due
Postage Due é um filme mudo do gênero comédia produzido nos Estados Unidos, dirigido por George Jeske e lançado em 1924.